# MATTRIX
MATTRIX는 대한민국의 가수다. 2019년 정규 앨범 《Bad Trip》으로 데뷔했다.

## 방송
- 쇼미더머니 8 (2019) - Top87

## 음반
- Bad Trip (2019)
- PLAY (2019)
- Special (2021)